# Shagya-arab
A shagya-arab őshonos magyar lófajta, amelyet a 32/2004. (IV. 19.) OGY határozat nemzeti kinccsé nyilvánított. Ez a melegvérű lófajta a bábolnai és a radautzi ménes által tenyésztett arab lófajta és különböző nemzetek zárt törzskönyve alapján továbbtenyésztett változata. Leggyakrabban szürke és pej színben látható, de sárga és fekete színben is előfordul.

## Története
A 18. század végétől a hadsereg egyre jobb lovakat igényelt. A lovaknak nemcsak gyorsnak és kitartónak, hanem elegánsnak is kellett lennie. A tenyésztés célja eredetileg egy katonamén létrehozása volt. A tenyésztést rendelkezésekkel szabályozták. II. József 1789-ben Bábolna-Banapusztán megalapította a Bábolnai Császári és Királyi Ménest, ahova küllem és teljesítmény szerinti válogatás után kerülhettek be a lovak. 1806-ban a Ferenc császár által kiadott rendeletére „kiváló és nemes” állomány tenyésztése lett a feladat. Báró Csekonics (Csekonits) József méneskapitány elsősorban mezőhegyesi kancákkal, néhány spanyol és egy arab ménnel olyan alapállományt hozott létre, ami megfelelt a kiemelkedő minőségű lóállomány előállítására. 1816-ban született határozat szerint a magas arab vérhányadú bábolnai kancákat csak arab mének fedezhetik, és ezzel létrejött a bábolnai arab. 1836-ban érkezett Szíriából Bábolnára a fajta névadója, Shagya Senior mén a Koheilan családból, amelynek ma is a ménesben élnek a leszármazottai.
Az 1878. és az 1900. évi párizsi világkiállításokon a shagya-arabok nagy sikert arattak.
Az első világháború során az állomány szétszóródott a trianoni békediktátumot követően kialakult államokba. Ezeknek a lovaknak egy része visszakerült Magyarországra, azonban a szétszóródott lovakat külföldön fogták tenyésztésbe.
A fajta virágkorát Pettkó-Szandtner Tibor ménesparancsnoksága alatt élte 1932 és 1942 között, mikor a shagya-arab világhírű fogatfajtává vált.
A második világháborúban a ménes súlyos károkat szenvedett. A háború után Bábolnát "szocialista mintagazdasággá" alakították, de a baromfitenyészetből befolyt elegendő jövedelem, hogy mellette a ménest is fenntarthatták. Két változatot tenyésztettek, az arab telivéreket és az arabfajtát, azaz a shagya-arabot.
Az 1967-ben megalakult WAHO, az Arab Lovat Tenyésztők Világszövetsége, amely csak azt a lovat fogadta el arabnak, aminek minden őse Arábiából származik. Ekkor kezdődött a jó hírű bábolnai arab lovak eladása külföldre. A shagya-arabot különálló fajtaként a WAHO 1978-ban ismerte el. A shagya arab fajtába tartozás feltétele, hogy a lónak legfeljebb a tizedik ősi sorában lehet csak nem arab ős, a telivér arab aránya pedig nem haladhatja meg a 9/16-od részt.

## Jellemzői

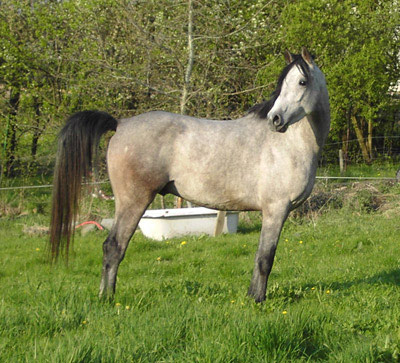
KS Kronjuwel nevű shagya-arab ló

Arab jellegű, kissé tömegesebb fajta. Színe általában szürke, de sárga, pej, fekete is előfordul. Marmagassága 155–160 cm. Élénk vérmérsékletű, szelíd, jóindulatú, tanulékony és könnyen kezelhető. Hátaslóként és fogatlóként is bevált.

### Külleme
Általában szürke, de a tarka kivételével minden más szín is előfordulhat. Feje egyenes, száraz csuka fej, kint ülő, élénk, értelmet sugárzó szemek. Nyaka magasan illesztett, marja jól izmolt, törzse mély, háta középhosszú, fara izmos. Ízületei többnyire szárazak. Későn érő, hosszú élettartalmú fajta. Nyugodt természetű.
Használata
A Shagya-arabokat nagy előszeretettel használják távlovaglásban. Nagyon szívósak és jól bírják a hosszú szakaszokon át tartó vágtát. A testfelépítésük rendkívül alkalmas arra hogy jól teljesítsenek távlovas versenyeken. Sok külföldi versenyen találkozhatunk Bábolnai Shagya-arabokkal. A távlovagláson kívül fogatban is jól teljesítenek, illetve díjlovaglásban is van néhány tehetséges shagya ló. 120–125 cm-t is biztosan ugranak át. Hobbi- és oktatólóként is találkozhatunk velük. Manapság egyre többen westernben is használják őket. Könnyen fordulnak és hamar tanulnak, ezért nem meglepő, hogy a western lovasok is megkedvelték ezt a fajtát. Kezességükkel, tanulékonyságukkal kiérdemelték a hagyományőrző lovasíjászok tiszteletét is. Gyermek- és ifjúsági lovasok ideális lova, kisebb termete, sokoldalúsága és szelíd természete miatt.